# Brigitte De Pauw
Brigitte De Pauw (Gent, 12 augustus 1958) is een voormalig Belgisch politica voor CD&V, woonachtig in het Brussels Hoofdstedelijk Gewest.

## Levensloop
De Pauw studeerde eerst Latijn en wiskunde aan Onze-Lieve-Vrouw van het Heilig Hart in Wachtebeke. Daarna volgde ze de opleiding sociaal assistent aan de Katholieke Hogeschool voor Maatschappelijk Werk te Gent met als optie personeelsbeleid. Na een stagecontract voor jongeren in de privé-sector, koos ze voor een loopbaan de sociale sector. Van 1981 tot 1989 was De Pauw directeur van de thuiszorgdienst Familiehulp Brussel-Halle-Vilvoorde. Hiervoor verhuisde ze naar Sint-Pieters-Leeuw en kort daarna naar Jette, een van de 19 gemeenten van het Brussels Hoofdstedelijk Gewest. In Jette werd ze actief in de lokale CVP-afdeling en engageerde ze zich voor de christendemocratische vrouwenbeweging Vrouw & Maatschappij.
Na de eerste Brusselse Gewestverkiezingen van 18 juni 1989 stapte ze in de politiek en ging ze tot in 2004 voor Brussels minister Jos Chabert werken, waar ze adjunct-kabinetschef werd. In 1999 werd ze gemeenteraadslid van Jette en lid van de Politieraad Brussel-West. Tevens trad ze naar voor in het ACW, waar ze voorzitter werd van het verbond Brussel-Halle-Vilvoorde. Vanaf 2004 maakte ze deel uit van het politiek bestuur van CD&V.
Op 13 juni 2004 werd ze verkozen als een van de drie Brusselse volksvertegenwoordigers voor CD&V in het Brussels Hoofdstedelijk Parlement (BHP) en de Raad van de Vlaamse Gemeenschapscommissie (VGC). In die laatste assemblee was hij van 2004 tot 2006 voorzitter van de CD&V-fractie en van 2006 tot 2009 ondervoorzitter.
Op 7 juni 2009 werd ze vanop de 1e opvolgersplaats herkozen als Brussels volksvertegenwoordiger en bleef dit tot in 2014. Samen met Annemie Neyts was ze de enige Nederlandstalige verkozene die in opvolging meer dan 1000 stemmen haalde. Ze was in de legislatuur 2009-2014 fractievoorzitter van de Brusselse CD&V-fractie, zowel in het Brussels Hoofdstedelijk Parlement als in de Raad van de Vlaamse Gemeenschapscommissie. De toenmalige meerderheid bestond aan Nederlandstalige kant uit Open Vld, CD&V en Groen! en aan Franstalige kant uit PS, CdH en Ecolo. Bij de Brusselse gewestverkiezingen van mei 2014 werd De Pauw vanop de derde plaats van de CD&V-lijst niet herkozen in het Brussels Parlement.
Op 8 oktober 2006 werd ze in Jette verkozen als enige Vlaamse schepen en ze bleef dit tot in december 2012. Ze was er bevoegd voor ambtenarenzaken, erediensten en Vlaamse aangelegenheden, waaronder het Nederlandstalig onderwijs, jeugdbeleid, ouderenbeleid, verenigingsleven en Nederlandstalige cultuur. Ze was tevens beambte van de burgerlijke stand voor de Nederlandstalige huwelijken. Ze maakte er deel uit van een coalitie samengesteld door de Lijst van de Burgemeester van Jette, PS en Ecolo. Van maart 2013 tot september 2020 was ze OCMW-voorzitter van Jette. Vervolgens verliet ze de lokale politiek.
In september 2014 werd ze door de Brusselse regering aangesteld als voorzitter van de Brusselse Gewestelijke Huisvestingsmaatschappij (BGHM), wat ze bleef tot in april 2020.